# Vévodové z Braganzy

Vévodský palác Braganzů ve Vila Viçosa

Vévoda z Braganzy (portugalsky Duque de Bragança) je v rámci portugalské královské dynastie z Braganzy jeden z nejvýznamnějších portugalských šlechtických titulů.  

## Historie
Počínaje rokem 1640, kdy Braganzové nastoupili na portugalský trůn, byl mužskému dědici – korunnímu princi portugalské koruny – udělen titul vévody z Braganzy, společně s dalšími tituly jako kníže z Beira nebo (v letech 1645 až 1816) kníže brazilský. Tradice titulovat následníka trůnu jako vévodu z Braganzy obnovili někteří pretententi po vyhlášení republiky v Portugalsku 5. října 1910, aby zdůraznili svůj nárok na trůn.